# Labasa
Labasa [laˈmbasa] ist eine Stadt in Fidschi mit 27.949 Einwohnern (Stand: 2007). Sie liegt im Nordosten der Insel Vanua Levu in der Provinz Macuata, deren Hauptort sie ist. Die Hauptstraße ist die einzige Straße auf Vanua Levu, die im Besitz von Ampeln und anderen elektrischen Straßenanlagen ist. Diese fallen jedoch häufig aus. Bürgermeister von Labasa ist Pradeep Singh.

## Wirtschaft

### Industrie
Labasa ist für fidschianische Verhältnisse eine Großstadt, hat aber nur eine Fabrik, die Fiji Sugar Corporation, eine Zuckerfabrik. Eine Schließung der Fabrik wird jedoch immer wahrscheinlicher. Das hat eine große Auswanderungswelle nach Viti Levu als Konsequenz, da es auf Labasa ansonsten keine größeren Arbeitgeber gibt. Die größte Einnahmequelle der Einwohner ist der Markt von Labasa, der am anderen Ende der Stadt liegt. Dort gibt es außer Lebensmitteln auch Kleider, technische Geräte und vieles mehr.

### Tourismus
Im Bereich Tourismus liegt Labasa, im Vergleich zu anderen Städten in Fidschi und in der gesamten Südsee, noch sehr weit zurück. Allerdings wurden in den letzten Monaten mehrere Hotels gebaut, zum Teil sind es Luxushotels.

### Verkehr

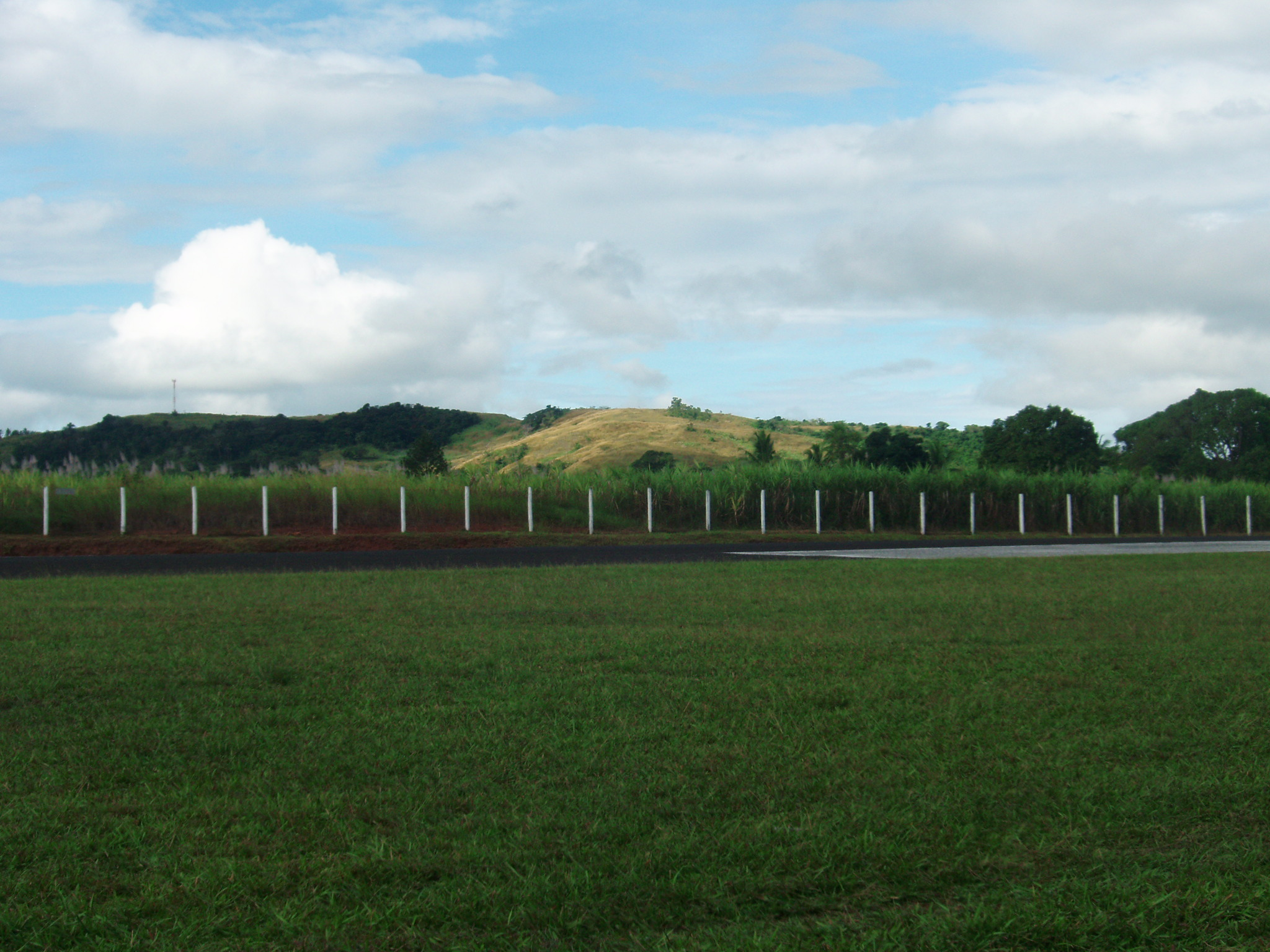
Flughafen Labasa (2011)

Von 1894 bis 1982 war die Labasa Mill Tramway in Betrieb. Vom Flughafen Labasa werden einige Inlandsflüge angeboten.

## Söhne und Töchter
- Simon Mani (* 1969), römisch-katholischer Bischof von Tarawa und Nauru